# Gokels
Gokels ist eine Gemeinde im Kreis Rendsburg-Eckernförde in Schleswig-Holstein.

## Geografie

### Geografische Lage
Das Gemeindegebiet von Gokels erstreckt sich etwa 22 km nördlich von Itzehoe im Bereich der naturräumlichen Haupteinheit Heide-Itzehoer Geest. Die Gemeinde liegt auf dem östlichen Ufer der Oberen Hanerau, die ein Landschaftsschutzgebiet ist, und selbigem der Haner Au.

### Gemeindegliederung
Neben dem Dorf gleichen Namens befinden sich auch, als  weitere Wohnplätze, die Häusergruppe Klein Hamburg und die Höfesiedlung Oeverdiek im Gemeindegebiet.

### Nachbargemeinden
Gokels ist umgeben von den Gemeindegebieten:
| Hanerau-Hademarschen | Lütjenwestedt                               |         |
| Thaden               | Kompassrose, die auf Nachbargemeinden zeigt |         |
|                      | Warringholz                                 | Seefeld |

## Geschichte
Von einer vorgeschichtlichen Besiedlung zeugen zahlreiche Hünengräber im Gemeindegebiet.
Ohrsee wurde 1281 erstmals urkundlich erwähnt.
Der Gemeindezuschnitt besteht in seiner heutigen Form seit 1938.

## Politik

### Gemeindevertretung
Bei der Kommunalwahl am 14. Mai 2023 wurden insgesamt neun Sitze vergeben. Diese fielen erneut alle an die Wähler-Gemeinschaft Gokels. Die Wahlbeteiligung betrug 53,3 %.

### Wappen
Blasonierung: „Von Grün und Rot durch einen silbernen, mit drei schwarzen Steinen der Figur nach belegten Wellenbalken geteilt. Oben ein aus zwei Tragsteinen und einem Deckstein bestehendes silbernes Steingrab, unten ein dreifüßiger goldener Grütztopf mit aufrecht stehendem Henkel.“

## Wirtschaft und Infrastruktur

### Wirtschaftsstruktur
Die ursprünglich von der landwirtschaftlichen Urproduktion geprägte Wirtschaftsstruktur, ist mittlerweile von der Wohnnutzung abgelöst worden. Das Statistikamt Nord von Schleswig-Holstein und Hamburg verzeichnete für den Zeitpunkt am Jahresschluss 2020 in der Gemeinde 223 Wohngebäude bei insgesamt 284 Wohnungen.

### Verkehr
Nördlich und westlich von Gokels verläuft der Nord-Ostsee-Kanal, westlich die Bundesautobahn 23 von Hamburg nach Heide. Letztere löste in den 1980/1990er Jahren die im Nachgang herabgestuften, heutigen schleswig-holsteinischen Landesstraßen 127 und 128 als Straßenverbindung zwischen Itzehoe und Heide ab.
Der Ort liegt zudem an der Bahnstrecke Neumünster–Heide. Im Schienenpersonennahverkehr hält an der Bahnstation Gokels die Regionalbahn 63 auf der Fahrt von Neumünster nach Büsum über Heide im Zweistundentakt.